# Chula
La ville de Chula est située dans le comté de Livingston, dans l'État du Missouri, aux États-Unis. Sa population s’élevait à 210 habitants lors du recensement de 2010, estimée à 202 habitants en 2016.

## Source
- (en) Cet article est partiellement ou en totalité issu de l’article de Wikipédia en anglais intitulé « Chula, Missouri » (voir la liste des auteurs).